# Vasdavidius setiferus
Vasdavidius setiferus là một loài côn trùng cánh nửa trong họ Aleyrodidae, phân họ Aleyrodinae.
Vasdavidius setiferus được Quaintance & Baker miêu tả khoa học đầu tiên năm 1917.